# Cerylon trifoveolatum
Cerylon trifoveolatum là một loài bọ cánh cứng trong họ Cerylonidae. Loài này được Heinze miêu tả khoa học năm 1944.